# Niccolò Contestabile

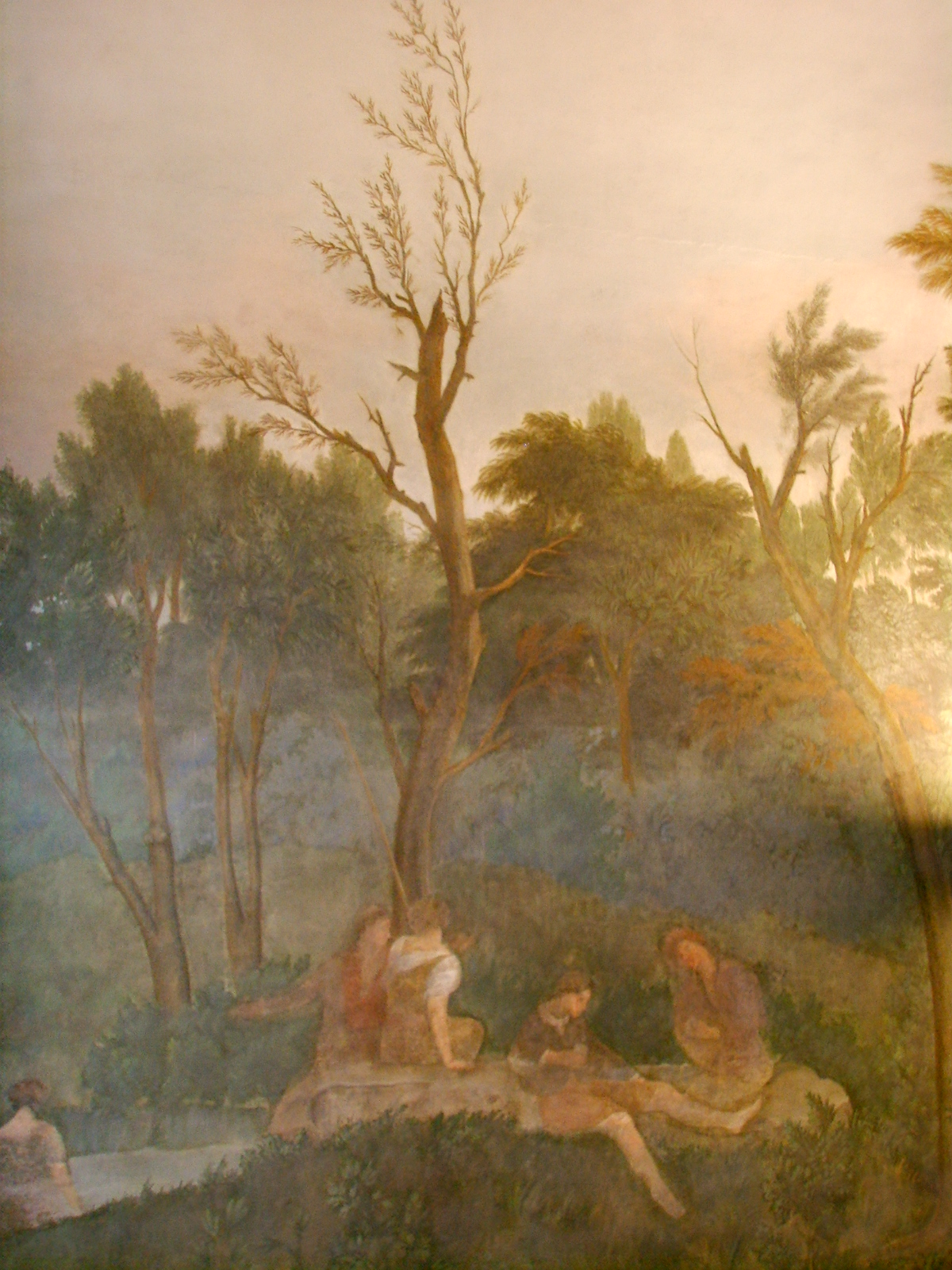
Un salotto di verzura, 1812, in palazzo Strozzi Sacrati, Firenze

Niccolò Contestabile (Pontremoli, 20 agosto 1759 – Firenze, 2 aprile 1824) è stato un pittore italiano.

## Biografia
Figlio del quadraturista Antonio Contestabile, si formò col padre nella cittadina ai confini della Toscana che, nella seconda metà del XVIII secolo, viveva una vivace scena artistica grazie a leggi speciali che vi favorivano l'insediamento di aristocratici e possidenti.
Verso il 1778 si trasferì nella capitale Firenze, dove fu allievo del pittore paesaggista Francesco Zuccarelli. Nel 1785 è documentata una sua prima opera indipendente, una coppia di dipinti nel convento di San Paolino, e una serie di copie di dipinti celebri (1786).
Nel 1787 tornò a Pontremoli, rimanedovi stabilmente fino al 1802 circa (anno in cui rimase vedovo), specializzandosi nei paesaggi ameni su tela, ricchi di figure, e negli affreschi di boscherecce con rovine e sfondati di paese detti "salotti di verzura", allora assai in voga, in cui la pittura si stende sulle pareti e sulla volta senza soluzioni di continuità, spesso con angoli stondati che simulano un paesaggio aperto in trompe-l'oeil. 
Con la padronanza di questo genere rientrò a Firenze, dove si impegnò per tutti i primi decenni del XIX secolo in edifici delle più illustri famiglie cittadine, quali il palazzo Strozzi di Mantova, la casa Martelli e la villa Corsini a Castello. 
Nei documenti dell'Accademia delle Arti del Disegno risulta documentato dall'anno 1800 alla morte.